# Metaphycus silvestrii
Metaphycus silvestrii är en stekelart som beskrevs av Sugonjaev 1970. Metaphycus silvestrii ingår i släktet Metaphycus och familjen sköldlussteklar. Inga underarter finns listade i Catalogue of Life.